# Calymperes pallidum
Calymperes pallidum är en bladmossart som beskrevs av Mitten 1879. Calymperes pallidum ingår i släktet Calymperes och familjen Calymperaceae. Inga underarter finns listade i Catalogue of Life.